# Diegus
Diegus is een geslacht van weekdieren uit de klasse van de Gastropoda (slakken).

## Soort
- Diegus gasulli (Boeters, 1981)